# Savannah (Missouri)
Pour les articles homonymes, voir Savannah.
Savannah est une ville de l'État du Missouri, aux États-Unis. Elle est le siège du comté d'Andrew.

## Géographie
Selon les données du Bureau du recensement des États-Unis, Savannah a une superficie de 8,1 km2 (soit 3,1 mi2), entièrement en surfaces terrestres.